# Dorsale Worcester
La dorsale Worcester è una catena montuosa situata nella regione centrale della Dipendenza di Ross, sulla costa di Hillary, in Antartide. La dorsale Worcester, che fa parte della catena dei monti Transantartici, è orientata in direzione nord-sud, nella quale si estende per circa 50 km, arrivando a una larghezza massima di circa 35 km, ed è costeggiata, a ovest dall'Altopiano Antartico, a sud dal ghiacciaio Mulock, che la separa dalla dorsale Conway, nei monti Cook, e a nord e a est dal ghiacciaio Skelton, che la separa dalla dorsale Royal Society. La vetta più alta della catena è quella del monte Harmsworth, situato all'estremità nord-occidentale della catena, che arriva a 2765 m s.l.m. e dal cui fianco sud-orientale parte il ghiacciaio Delta che, come diversi altri ghiacciai che partono dal versante orientale della dorsale Worcester, quali il Dilemma e il Mason, va a ingrossare il flusso del ghiacciaio Skelton.

## Storia
La catena è stata scoperta nel corso della spedizione Discovery, condotta negli anni 1901-04 dal capitano Robert Falcon Scott, e così battezzata probabilmente in onore della nave scuola su cui molti ufficiali che presero parte alle prime spedizioni britanniche in Antartide si erano formati. Sembra che il primo utilizzo di tale nome per indicare la dorsale sia riscontrabile nelle mappe della Spedizione Nimrod, condotta dal 1907 al 1909.